# سام هام
سام هام (انگلیسی: Sam Hamm؛ زادهٔ ۱۹ نوامبر ۱۹۵۵) یک فیلم‌نامه‌نویس اهل ایالات متحده آمریکا است.